# Microchrysa nigrimacula
Microchrysa nigrimacula är en tvåvingeart som beskrevs av Akira Nagatomi 1975. Microchrysa nigrimacula ingår i släktet Microchrysa och familjen vapenflugor. Inga underarter finns listade i Catalogue of Life.